# Марина ди Рока Прјора (Анкона)
Марина ди Рока Прјора је насеље у Италији у округу Анкона, региону Марке.
Према процени из 2011. у насељу је живело 71 становника. Насеље се налази на надморској висини од 2 м.